# Carvin
Carvin egy település Franciaországban, Nord-Pas-de-Calais régióban. Carvin Camphin-en-Carembault, Harnes, Courrières, Meurchin, Oignies, Libercourt, Annœullin, Carnin, Provin, Annay és Estevelles községekkel határos.

## Történet
A város legfontosabb iparága a szénbányászat volt, amely a 18. század közepétől 1975-ig tartott.1914 októberétől 1918 októberéig német megszállás alatt volt.

## Népesség
- 1962: 16139 fő
- 1968: 17097 fő
- 1975: 15601 fő
- 1982: 16206 fő
- 1990: 17059 fő
- 1999: 17772 fő
- 2008: 17430 fő
- 2010: 17152 fő

## Látnivalók
- Szent Márton-templom, a 18. században épült.

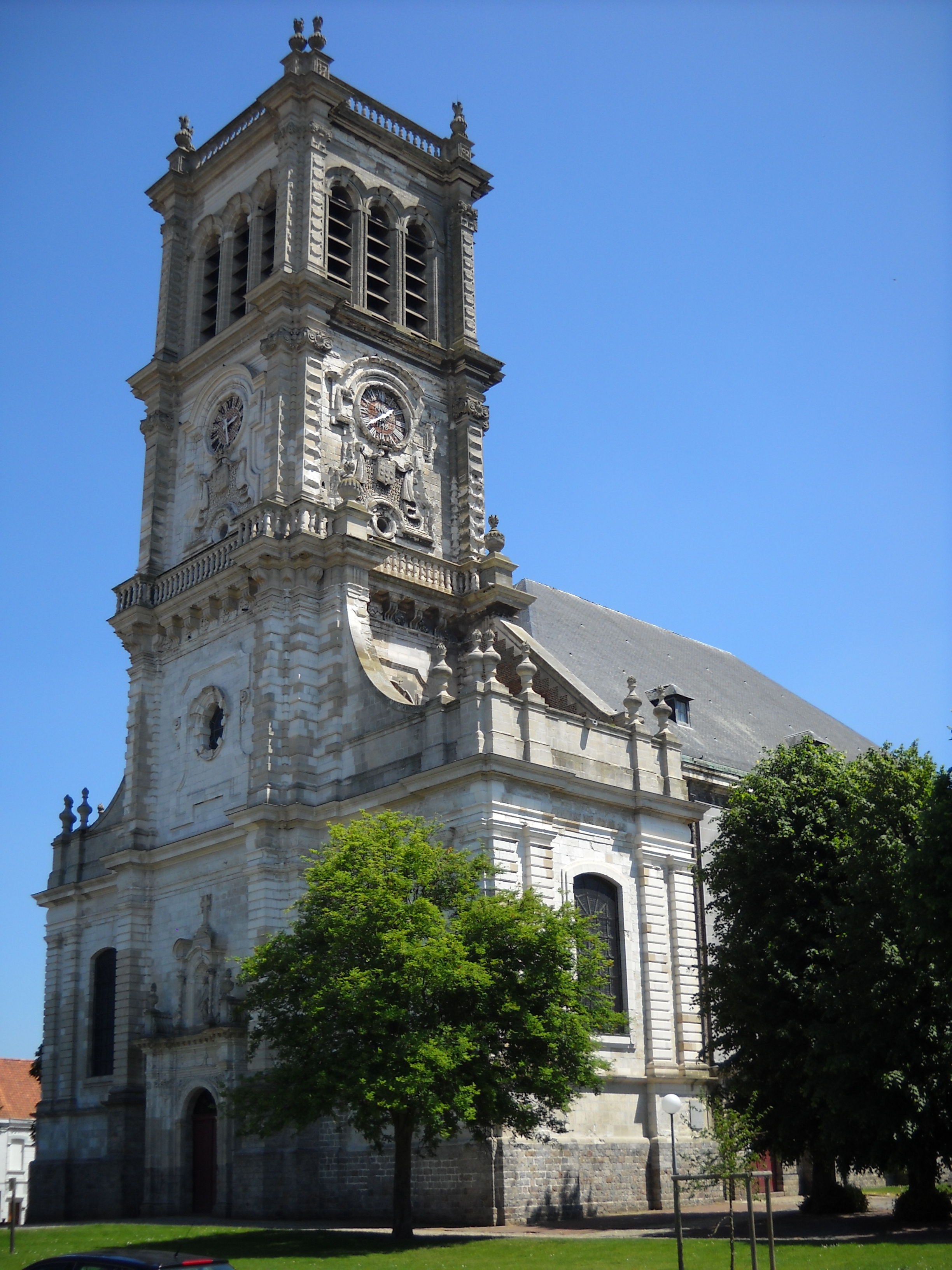
Szent Márton-templom

- Szent Druon-templom
- Szent Bertalan-templom

## A város szülöttei
- Jacques Secrétin, asztaliteniszező

## Testvérvárosok
- Klodzko, Lengyelország
- Carvico, Olaszország

## Külső hivatkozások
- A település honlapja